# Dasineura minardii
Dasineura minardii är en tvåvingeart som först beskrevs av Stefani 1913.  Dasineura minardii ingår i släktet Dasineura och familjen gallmyggor.
Artens utbredningsområde är Italien. Inga underarter finns listade i Catalogue of Life.